# Taczanowskia sextuberculata
Taczanowskia sextuberculata är en spindelart som beskrevs av Eugen von Keyserling 1892. Taczanowskia sextuberculata ingår i släktet Taczanowskia och familjen hjulspindlar. Inga underarter finns listade i Catalogue of Life.